# Comarca da Terra de Soneira
A Terra de Soneira is een comarca van de Spaanse provincie A Coruña. De hoofdstad is Vimianzo, de oppervlakte 370,7 km² en het heeft 20.886 inwoners (2005).

## Gemeenten
Camariñas, Vimianzo en Zas.